# Adad-nirári I.
Adad-nirári I. (také Adad-narári),(1307–1275 př. n. l. nebo 1295–1263 př. n. l.) byl asyrský král, syn a nástupce předchozího krále Arik-dín-iliho. Je prvním (nejstarším) asyrským vladařem, z jehož období se nám dochovaly oficiální úřední záznamy.
Adad-nirári I. se stal obávaným velitelem asyrské armády a za jeho vlády Asýrie začala hrát roli mocnosti v mezopotámském regionu.
Podařilo se mu dobýt rozlehlé oblasti severní Mezopotámie a pokořit Mitanskou říši (jeho předchůdci na trůnu byli většinou vazaly Mitanni). Podle zachovalých záznamů porazil kašitského krále Nazimaruttaše (vládce Babylónu) v bitvě u Kar-Ištar a s jeho synem Kadašman-Turgem uzavřel mírovou smlouvu, díky které si uvolnil ruce na pozdější boje s Chetity.
 Zvítězil i v dalších válkách s Mitanni pod vedením krále Šattuara I. i pod vedením jeho syna Wasašatta, přičemž kolem r. 1290 př. n. l. dobyl hlavní město Mitanni, Vaššukkani. Adad-nirárimu se dokonce kolem r. 1308 př. n. l. podařilo Šattuara I. zajmout a donutit ho k uznání svého vazalství. Tato vítězství vedla k sjednocení celé Mezopotámie pod jeho vládou. V pozdějších válkách s Chetity opět část území ztrácí. Na východě se mu naopak podařilo úspěšně odrážet útoky horských kmenů.
Bronzový meč Adad-niráriho je vystaven v Metropolitan Museum of Art.